# Teatre Dramàtic Estonià
El Teatre Dramàtic Estonià (en estonià: Eesti Draamateater) és un teatre de Tallinn, Estònia. Fa el paper de teatre nacional per a Estònia. La ubicació és a l'entrada del centre de la ciutat medieval i molt a prop del Teatre d'Estònia, seu de l'Òpera Nacional.

## L'edifici
L'edifici que acull el Teatre Dramàtic Estonià va ser construït originalment per al Teatre Alemany de Tallinn i es va completar el 17 de setembre de 1910 segons els dissenys dels arquitectes de Sant Petersburg Nikolai Vassíliev i Alexei Bubir. L'estil és modernista o, més concretament, el romàntic nacional, fet de pedra calcària local. És el recinte teatral més antic que es conserva a tot el país, perquè altres edificis anteriors van quedar destruïts durant la Segona Guerra Mundial.

## Història
L'any 1920 Paul Sepp va fundar una escola de teatre en llengua estoniana a Tallinn, i a partir d'aleshores es va formar el Teatre Dramàtic Estonià [Eesti Draamateater] el 1924. Originalment s'anomenava  Draamastuudio Teatri [Teatre Estudi Dramàtic] i llogava l'escenari del Teatre Alemany. El 1939, però, el teatre va comprar l'edifici i des d'aleshores hi ha estat allotjat. El teatre va ser rebatejat com a Teatre Dramàtic Estonià el 1937. Durant l'ocupació soviètica, el teatre es va anomenar Teatre Nacional de Drama de Tallinn Viktor Kingissepp –el nom d'un polític comunista estonià–, però va tornar a la seva denominació antiga el 1989, abans de la recuperació de la independència d'Estònia.

## El teatre actual
El teatre avui compleix el paper d'un teatre nacional d'Estònia. Té tres plantes, amb 436, 170 i 70 places cadascuna. S'hi posen en escena tant obres clàssiques com noves produccions, incloses obres experimentals. Des de la seva fundació, el Teatre Dramàtic Estonià ha posat en escena o ha contribuït a produir obres de teatre de dramaturgs com Hugo Raudsepp, August Kitzberg, Eduard Vilde, AH Tammsaare, Mats Traat, Jaan Kross i Oskar Luts. Durant la dècada de 1980, el teatre es polititzà ja que posava en escena obres de teatre amb perpesctives crítiques envers l'ocupació soviètica i a favor de la independència d'Estònia, d'autors com Jaan Kruusvall i Rein Saluri.
La companyia del Teatre Nacional d'Estònia és el teatre de text més gran d'Estònia, amb una quarantena d'actors i una direcció estable. Des de 2018, el director artístic del teatre és Hendrik Toompere Jr. , i des del 2006, el director del teatre és Rein Oja.